# Johannes-Althusius-Gymnasium Emden

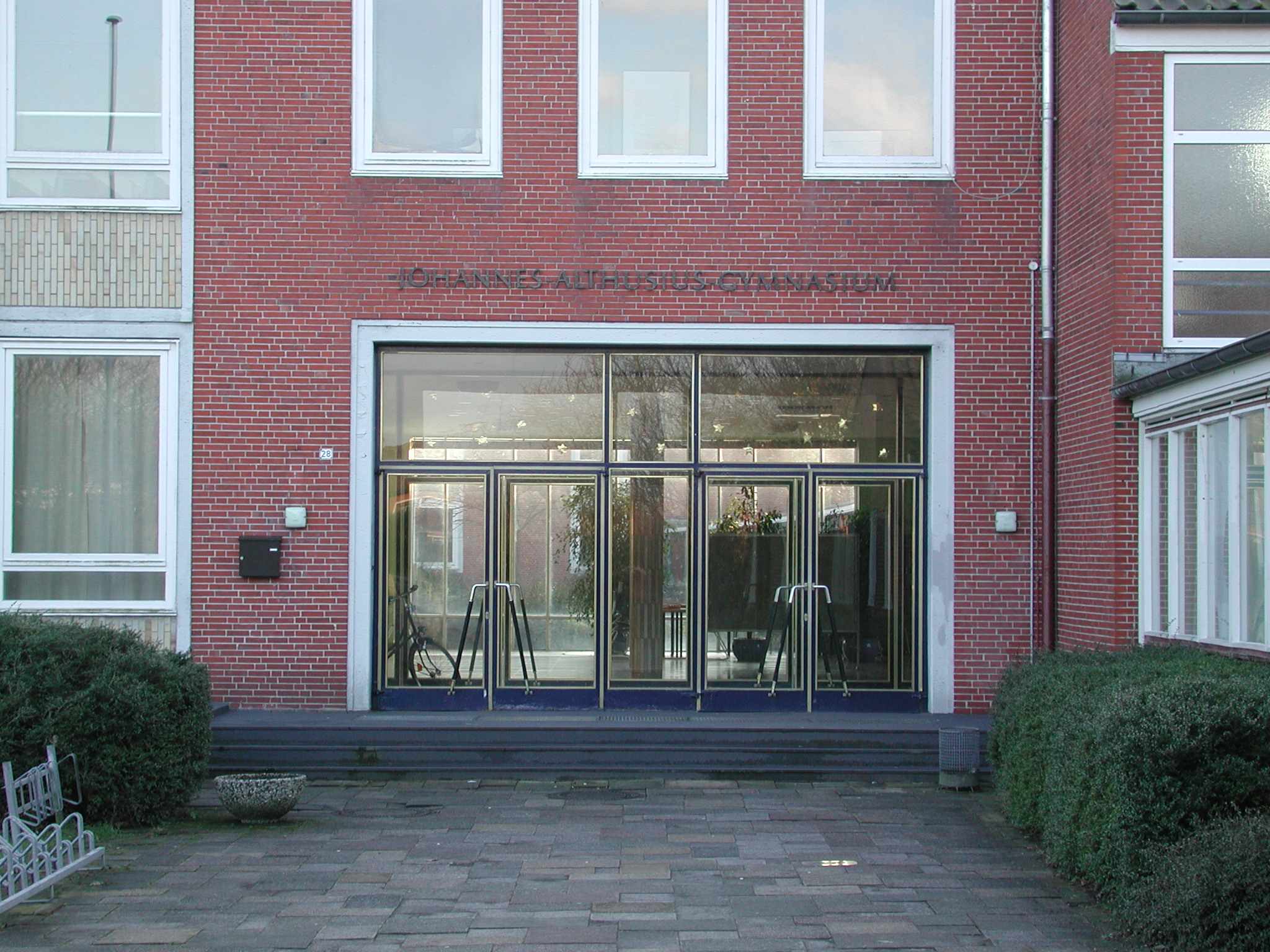
Blick auf den Haupteingang des JAG (2001).

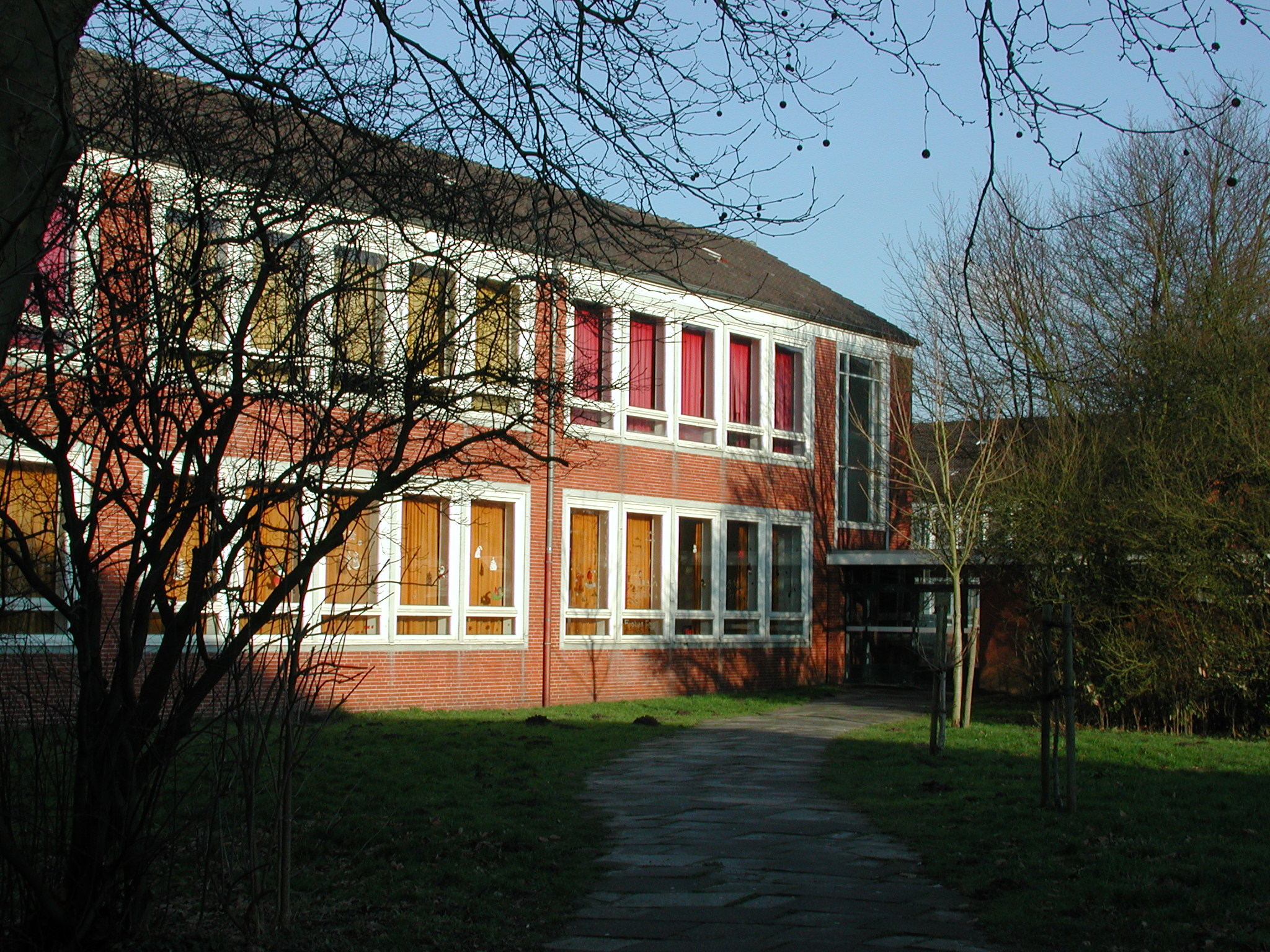
Rückansicht eines Gebäudetraktes des JAG (2001).

Das Johannes-Althusius-Gymnasium Emden, kurz: JAG, ist ein Gymnasium der Stadt Emden (Ostfriesland). Es ist eine offene Ganztagsschule, Europaschule, seit 2016 mitarbeitende und seit 2020 anerkannte UNESCO-Projektschule und seit 2019 MINT-EC-Schule. Sie steht im interkulturellen Austausch, in internationaler Kooperationen und in Zusammenarbeit mit Hochschulen, Großforschungszentren, Betrieben sowie dem ostfriesischen Landesmuseum.
Namensgeber der Schule ist seit 1972 Johannes Althusius, Rechtsgelehrter, Schriftsteller und ab 1604 Stadtsyndikus in Emden.

## Profil und Angebote
Das Johannes Althusius weist ein weit gefächerten Angebot mit sieben Fremdsprachen, u. a. Latein, Spanisch, Französisch und Chinesisch, bilingualer Sachfachunterricht in den Fächern Erdkunde, Geschichte und Biologie auf, es hat eine Oberstufe ohne Einschränkungen und Fachvorgaben ihrer Schwerpunkte, sowie weitere  Angebote wie z. B. Pädagogik oder Rhetorik.
Es können schon frühzeitig Interessenschwerpunkte belegt werden, wie in den Henri-Nannen-Forschungsklassen oder später in Stipendiatenprogrammen der Oberstufe. Zum Profil der Schule gehören auch das alle zwei Jahre stattfindende Kultur-Pur-Festival und die jährlichen Emder Forschungstage mit Referenten, die im Forum der Schule stattfinden oder z. B. in der A-Lasco-Bibliothek.
Seit 2017 werden Tabletklassen ab Jahrgang 7 eingerichtet; die ganze Schule verfügt in sämtlichen Räumen über eine sehr moderne IT-Ausstattung.
Seit 2014/15 arbeitet das JAG auch inklusiv – es besteht die Möglichkeit der Gewährung eines Nachteilsausgleichs und es verfügt dazu u. a. über Klassenräume, die für Hör- und Sehbeeinträchtigte konzipiert wurden.
Im Bereich der Nachhaltigkeit arbeitet das JAG und führt seit 2007 führt den Titel Umweltschule in Europa und Internationale Agenda 21-Schule. 2018 wurde dem JAG der International Eco Award verliehen.
Das Gymnasium bietet viele Austauschfahrten an u. a. in die Niederlande, nach Frankreich, Spanien, China und Ägypten.

## Geschichte
1483 fand eine Schule Erwähnung auf einer Karte der „neuen“ Residenzstadt der Gräfin Theda, einer Enkelin Fokko Ukenas und Witwe Ulrich Cirksenas, genauer: eine Schulstraße (allerdings ist hier die plattdeutsche Schuul gebraucht, die auch eine andere Deutung zulässt).
1505 wurde erstmals die Lateinschule erwähnt, die ins St.-Gertruden-Gasthaus bzw. dessen Kapelle umzog. 1573 bezog die Schule ein neues Gebäude, in dem sie 304 Jahre bis 1877 beheimatet war. 1617 hatte die Schule 184 Schüler.
1836 erfolgte die Anerkennung der Lateinschule als Gymnasium. 1877 zog die Schule in das neu errichtete Gebäude um, und wurde nach Kaiser Wilhelm I. Wilhelmsgymnasium benannt. 1886 wurde die höhere Bürgerschule vom Gymnasium abgezweigt und erhielt 1888 nach Kaiser Friedrich III. den Namen Kaiser-Friedrich-Schule. 1927 wurde die Kaiser-Friedrich-Schule Oberrealschule und 1935 Realschule. Sie wurde 1939 wieder als Vollanstalt anerkannt und erhielt die Bezeichnung Oberschule für Jungen.
1949 wurden das Wilhelmsgymnasium und die Kaiser-Friedrich-Schule durch Vertrag zwischen dem Land Niedersachsen und der Stadt Emden zu einer Schule vereinigt. 1959 zog die Schule in das neu errichtete Gebäude am Früchteburger Weg im Emder Stadtteil Früchteburg ein, wo in der Folgezeit noch weitere Bildungs- und Kultureinrichtungen entstanden, was dem Viertel auch den (Spitz-)Namen Kulturviertel einträgt. 1971 wurde sie Koedukationsschule und 1972 erhielt sie den Namen Johannes-Althusius-Gymnasium.
Von 2007 bis 2020 erfolgten diverse Anbauten wie das große Fitnessstudio, das neue Kunstateliers und eine große Mensa. 2016 wurde der Sportplatz erneuert. Aktuell (2019) befinden sich acht neue Unterrichtsräume im Bau. Das JAG unterhielt diverse Außenstellen: In Pewsum wurden bis 2014 rund 370 Schüler aus der Krummhörn in den Klassenstufen 5 bis 8 unterrichtet. Ab 2006/07 gibt es die Außenstelle Wallschule mit den Klassenstufen 7 bis 9 mit 13 Klassen.

## Bekannte Schüler des JAG
- Naftali Apt (1888–1942), Rabbiner und Holocaustopfer
- Henri Nannen (1913–1996), Verleger und Publizist
- Martin Bangemann (1934–2022), FDP-Politiker, ehemaliger Bundesminister und EU-Kommissar
- Otto Waalkes (* 1948), Komiker, Sänger und Schauspieler
- Reinhard Hegewald (* 1964), Politiker (CDU)
- Johann Saathoff (* 1967), Politiker (SPD)
- Garrelt Duin (* 1968), SPD-Politiker, ehemaliger Minister für Wirtschaft, Energie, Industrie, Mittelstand und Handwerk des Landes Nordrhein-Westfalen